# TV Tarobá Londrina
TV Tarobá Londrina é uma emissora de televisão brasileira sediada em Londrina, cidade do estado do Paraná. Opera no canal 13 (30 UHF digital), e é afiliada à Rede Bandeirantes. Pertence ao Grupo Tarobá, do qual também fazem parte a sua coirmã TV Tarobá Cascavel e as rádios Tarobá FM de Londrina e Cascavel. Seus estúdios ficam localizados no bairro Aurora, e sua antena de transmissão está no alto do Edifício Oscar Fuganti, no Centro.

## História
A concessão do canal 12 VHF de Londrina foi outorgada pelo presidente José Sarney em 6 de dezembro de 1989, para o empresário João Milanez, proprietário do jornal Folha de Londrina e da TV Tarobá de Cascavel. Milanez alimentava o sonho de possuir uma emissora de TV no município há anos, tendo inclusive participado da licitação que deu origem ao canal 5 VHF (e eventualmente perdido para o Grupo Paulo Pimentel, que fundou a TV Cidade). No entanto, sem condições financeiras de montar a emissora, chegou a vender parte das ações para o empresário José Eduardo de Andrade Vieira, dono do Banco Bamerindus, que também não conseguiu tirar os planos do papel. A estratégia de Milanez era inaugurar a emissora como afiliada da Rede Bandeirantes, o que não foi possível pelo menos até 1991, quando a TV Tropical trocou de afiliação e migrou para a Rede Record.
Posteriormente, a família Muffato (sócia de Milanez na TV Tarobá) recompra a parte de Vieira nas ações, e em 1.º de julho de 1996, inaugura a TV Londrina. Inicialmente, seus estúdios funcionavam em uma casa da Rua Belo Horizonte, 228, no centro da cidade, e haviam apenas duas equipes de jornalismo para a produção dos programas locais, tendo ainda o auxílio de outros profissionais enviados de Cascavel. Em 1998, a emissora seguiu a padronização das outras empresas do Grupo Tarobá e passou a se chamar TV Tarobá Londrina. Em 2005, João Milanez deixou a sociedade com os Muffato nas duas emissoras do grupo, e as ações foram redistribuídas entre os irmãos Ederson, Everton e José Eduardo Muffato, e sua mãe, Reni Muffato.

## Sinal digital
| Canal virtual | Canal digital | Resolução de tela | Programação                                        |
| ------------- | ------------- | ----------------- | -------------------------------------------------- |
| 13.1          | 30 UHF        | 1080i             | Programação principal da TV Tarobá Londrina / Band |

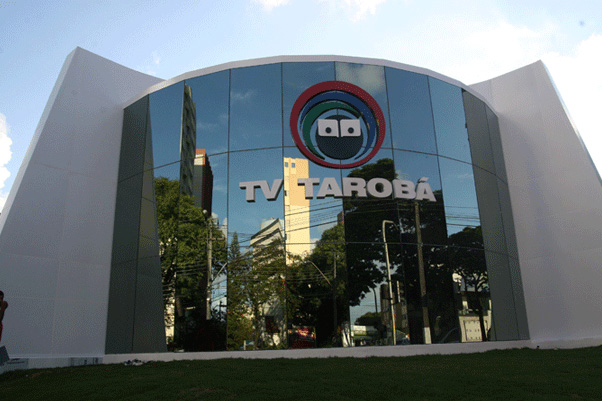
Fachada da sede da emissora, em 2007.

A emissora iniciou suas transmissões digitais em 18 de março de 2010, através do canal 30 UHF para Londrina e áreas próximas. Desde então, sua programação é gerada em alta definição.
Transição para o sinal digital
Com base no decreto federal de transição das emissoras de TV brasileiras do sinal analógico para o digital, a TV Tarobá Londrina, bem como as outras emissoras de Londrina, cessou suas transmissões pelo canal 13 VHF em 28 de novembro de 2018, seguindo o cronograma oficial da ANATEL.

## Programas
Além de retransmitir a programação nacional da Band, atualmente a TV Tarobá Londrina produz e exibe os seguintes programas:
- Primeira Hora
- Tarobá Cidade
- Tarobá Notícia
- Vitrine Revista
- Tarobá Urgente
- Guest
- Tarobá FM na Tela
- Tarobá Comunidade
- Jogo Aberto
- Tarobá Rural
- Santa Missa
- Café e Fé
- Hora de Adorar
- Canção & Viola
- Imóveis & Cia
- Tarobá Automóvel

## Retransmissoras
- Apucarana - 13 analógico / 13.1 digital
- Arapongas - 13 analógico
- Cambé - 13 analógico / 30 digital
- Centenário do Sul - 29 analógico / 30 digital
- Cornélio Procópio - 13 analógico / 30 digital
- Florestópolis - 13 analógico / 30 digital
- Ibiporã - 13 analógico / 30 digital
- Jataizinho - 13 analógico / 30 digital
- Porecatu - 13 analógico / 30 digital
- Primeiro de Maio - 13 analógico / 30 digital
- Rolândia - 13 analógico / 30 digital
- Sertanópolis - 13 analógico / 30 digital